# 새 예루살렘

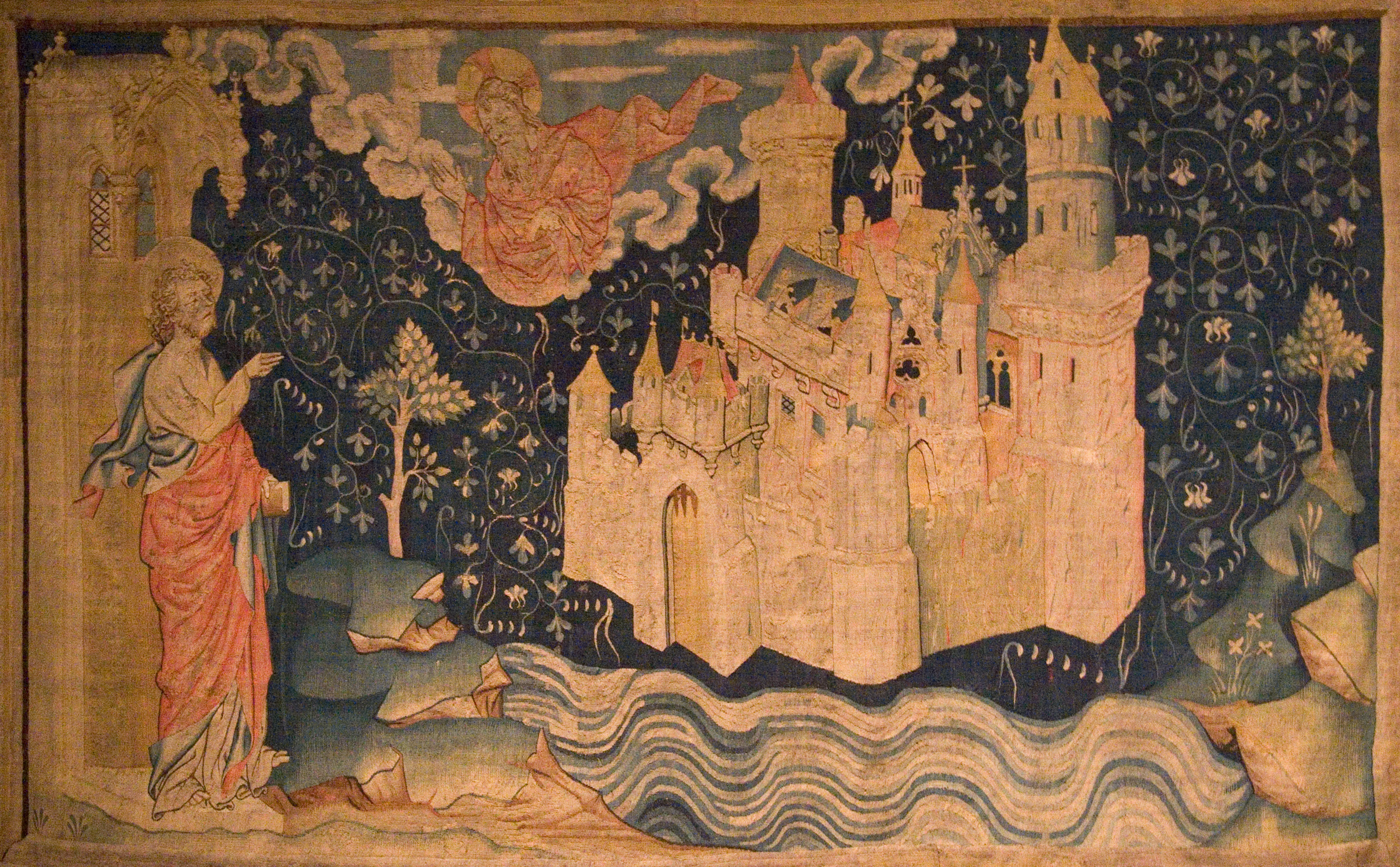

새 예루살렘(New Jerusalem, the tabernacle of God, holy city, city of God, celestial city, heavenly Jerusalem)은 성서의 어구. 요한의 묵시록(요한계시록) 3:12, 21:2에 예수 그리스도로부터 요한이 받은 계시로서 말해진다.
새 예루살렘은 현재의 이스라엘 공화국의 수도인 예루살렘이 아니고, 그리스도의 몸인 교회를 상징하고 있다. 묵시록의 기술을 한자의 뜻 대로 해석한 전천년왕국설에 의하면 천년왕국, 곡과 마곡의 싸움, 마지막 심판, 신천신지의 다음에 등장한다.

## 성서
「승리하는 사람은 내 하느님 성전의 기둥으로 삼아 다시는 밖으로 나가는 일이 없게 하겠다. 그리고 내 하느님의 이름과 내 하느님의 도성, 곧 하늘에서 내 하느님으로부터 내려오는 새 예루살렘의 이름과 나의 새 이름을 그 사람에게 새겨 주겠다.」
 — 요한의 묵시록(요한계시록) 3:12, 21세기 해설판 성경

「그리고 거룩한 도성 새 예루살렘이 신랑을 위하여 단장한 신부처럼 차리고 하늘로부터 하느님에게서 내려오는 것을 보았습니다.」
 — 요한의 묵시록(요한계시록) 21:2, 21세기 해설판 성경

## 찬미가
곧 저쪽의는 요한의 묵시록으로 예언 된 신의 수도인 새로운 예루살렘에서의 재개를 기대하는 찬미가이며, 장의로 불리는 일이 있다.

## 같이 보기
- 비로비잔
- 하나님 나라 (기독교)
- 하느님의 어린 양
- 최후의 심판

## 참고
- 「새끼양의 왕국」오카야마 히데오 생명의 말사
- 「신성서 주해」(신약 제3권)
- 「실용 성서 주해」생명의 말사, 1996년
- "Go and measure"